# George Abbot
Goerge Abbott (Guildford, 19 d'octubre de 1562 - Surrey, 5 d'agost de 1633) va ser un arquebisbe anglicà.
Purità gelós i predicador de l'església anglicana, va ser degà de Winchester, bisbe de Lichfield i de Londres i arquebisbe de Canterbury i tres vegades vicerector de la Universitat d'Oxford, encara que va ser destituït per les seves idees calvinistes (1627).
Va tenir el coratge d'oposar-se a la cort en nombroses ocasions, en particular en l'assumpte del comte i la comtessa d'Essex, el divorci de la qual era vivament perseguit pel rei. L'arquebisbe va protestar perquè el divorci era concedit solament per la majoria de dos vots. Són nombrosos els seus escrits. Va traduir el Nou Testament a l'anglès i va intervenir activament en la traducció de la Bíblia. També cal citar la seva Història de les matances de la Valltellina.